# Anohana: The Flower We Saw That Day
Anohana: The Flower We Saw That Day (jap. あの日見た花の名前を僕達はまだ知らない。 Ano hi mita hana no namae o bokutachi wa mada shiranai.) – 11-odcinkowe anime wyprodukowane przez A-1 Pictures i wyreżyserowane przez Tatsuyukiego Nagai, wyemitowane na kanale Fuji TV od kwietnia do czerwca 2011 roku.
Kontynuacją anime jest pełnometrażowy film animowany zatytułowany Menma e no tegami, który miał swoją premierę w japońskich kinach 31 sierpnia 2013 roku.
Serię tę wydano także w formie powieści i mangi. Na podstawie anime powstała także powieść wizualna na PlayStation Portable, wydana przez 5pb., a także serial live action.
W Polsce anime dostępne jest za pośrednictwem serwisu Netflix pod angielskim tytułem Anohana: The Flower We Saw That Day. Mangę wydało Waneko pod tytułem Anohana – Kwiat, który widzieliśmy tamtego dnia.

## Fabuła
Jintan jest nastolatkiem, który rzucił szkołę i wiedzie pustelnicze życie. Pewnego sierpniowego dnia pojawia się przed nim duch Menmy – bliskiej przyjaciółki z dzieciństwa, która zginęła w wypadku kilka lat wcześniej. Menma prosi go o spełnienie życzenia, co pozwoli jej wreszcie przenieść się na „tamten świat”. Jintan początkowo uważa, że ma zwidy wywołane upałem. Jednak widmo dziewczyny nie znika. Jintan postanawia potraktować sprawę poważnie – odnajduje dawnych przyjaciół, z którymi kiedyś założyli grupę „Super Pogromców Pokoju” i prosi o pomoc w spełnieniu życzenia zmarłej. Początkowo nikt nie chce mu uwierzyć, a z biegiem czasu okazuje się, że każdy z grupy obwinia siebie za to co wydarzyło się tamtego dnia, gdy zginęła Menma. Jakby tego było mało, Menma nie może sobie przypomnieć czym właściwie jest jej życzenie.

## Bohaterowie
- Jinta „Jintan” Yadomi (jap. 宿海 仁太 Yadomi Jinta)

Seiyū: Miyu Irino / Mutsumi Tamura (dziecko) 
- Meiko „Menma” Honma (jap. 本間 芽衣子 Honma Meiko)

Seiyū: Ai Kayano 
- Naruko „Anaru” Anjō (jap. 安城 鳴子 Anjō Naruko)

Seiyū: Haruka Tomatsu 
- Atsumu „Yukiatsu” Matsuyuki (jap. 松雪 集 Matsuyuki Atsumu)

Seiyū: Takahiro Sakurai / Asami Seto (dziecko) 
- Chiriko „Tsuruko” Tsurumi (jap. 鶴見 知利子 Tsurumi Chiriko)

Seiyū: Saori Hayami 
- Tetsudō „Poppo” Hisakawa (jap. 久川 鉄道 Hisakawa Tetsudō)

Seiyū: Takayuki Kondō / Aki Toyosaki (dziecko) 

## Anime
To 11-odcinkowe anime zostało wyprodukowane przez studio A-1 Pictures. Reżyserią zajął się Tatsuyuki Nagai, scenariusz do serii napisała Mari Okada, projekty postaci stworzył Masayoshi Tanaka, natomiast za muzykę odpowiedzialny jest REMEDIOS (Reimy).
| Nr | Tytuł                                                   | Premiera (Fuji TV) |
| -- | ------------------------------------------------------- | ------------------ |
| 1  | Chō heiwa Busters Chō heiwa basutāzu (超平和バスターズ) | 14 kwietnia 2011   |
| 2  | Yūsha Menma (ゆうしゃめんま)                            | 21 kwietnia 2011   |
| 3  | Menma o sagasou no kai (めんまを探そうの会)             | 28 kwietnia 2011   |
| 4  | Shiro no, ribon no wanpīsu (白の、リボンのワンピース)   | 5 maja 2011        |
| 5  | Tunnel Tonneru (トンネル)                               | 12 maja 2011       |
| 6  | Wasurete wasurenaide (わすれてわすれないで)             | 19 maja 2011       |
| 7  | Honto no onegai (ほんとのお願い)                        | 26 maja 2011       |
| 8  | I Wonder                                                | 2 czerwca 2011     |
| 9  | Minna to Menma (みんなとめんま)                         | 9 czerwca 2011     |
| 10 | Hanabi (花火)                                           | 16 czerwca 2011    |
| 11 | Ano natsu ni saku hana (あの夏に咲く花)                 | 23 czerwca 2011    |

### Film pełnometrażowy
Film animowany, zatytułowany Menma e no Tegami (jap. めんまへの手紙), miał swoją premierę w japońskich kinach 31 sierpnia 2013 roku.

### Muzyka
W anime zostały wykorzystane dwa utwory, które zostały wydane jako single. Czołówką serii jest utwór „Aoi shiori” (jap. 青い栞) zespołu Galileo Galilei, który został wydany jako singiel 15 czerwca 2011 roku. Endingiem jest utwór „Secret Base ~Kimi ga Kureta Mono~ (10 years after Ver.)” (jap. Secret Base ～君がくれたもの～ (10 years after Ver.)), który jest coverem utworu wydanego w 2001 roku przez ZONE. Cover wykonują Ai Kayano, Haruka Tomatsu oraz Saori Hayami.
Ścieżkę dźwiękową do serii wydano na CD 21 grudnia 2011 roku.
Utworem przewodnim filmu pełnometrażowego jest „Circle Game” (jap. サークルゲーム) zespołu Galileo Galilei. Utwór ten został wykorzystany także jako czołówka serii anime w trakcie powtórkowej emisji na kanale noitaminA w lipcu 2013 roku. Utwór ten został wydany 2 września 2013 roku jako singiel.

## Nagrody
Film pałnometrażowy zajął trzecie miejsce na ceremonii Newtype Anime Awards w kategorii film roku.

## Powieść
Adaptacja serialu w formie powieści, napisana przez Mari Okadę, scenarzystkę serii anime, została wydana przez wydawnictwo Media Factory w dwóch tomach. Pierwszy z tomów wydano 25 lipca 2011 roku, natomiast drugi 10 sierpnia 2012.

## Manga
Powstała także adaptacja serii w formie mangi, która została zilustrowana przez Mitsu Izumi. Ukazywała się w magazynie Jump Square wydawnictwa Shūeisha od 4 kwietnia 2012 roku. Całość została wydana w trzech tomach.
Licencję na wydanie mangi w Polsce wykupiło wydawnictwo Waneko, które wydaje mangę pod tytułem Anohana – Kwiat, który widzieliśmy tamtego dnia.
| Nr | Język japoński  | Język japoński         | Język polski    | Język polski           |
| Nr | Data wydania    | ISBN                   | Data wydania    | ISBN                   |
| -- | --------------- | ---------------------- | --------------- | ---------------------- |
| 1  | 4 września 2012 | ISBN 978-4-08-870493-7 | 1 kwietnia 2020 | ISBN 978-83-8096-837-0 |
| 2  | 4 grudnia 2012  | ISBN 978-4-08-870563-7 | 1 czerwca 2020  | ISBN 978-83-8096-839-4 |
| 3  | 2 maja 2013     | ISBN 978-4-08-870672-6 | 3 sierpnia 2020 | ISBN 978-83-8096-840-0 |

## Powieść wizualna
Na podstawie anime powstała także powieść wizualna na PlayStation Portable. Produkcją gry zajęła się firma Guyzware, a wydała ją firma 5pb. Weszła na rynek 30 sierpnia 2012 roku.

## Serial live-action
Na podstawie anime powstał serial z udziałem aktorów. Miał swoją premierę na kanale Fuji TV 21 września 2015 roku.